# Comuna Satîiiv, Dubno
Satîiiv (în ucraineană Сатиїв) este o comună în raionul Dubno, regiunea Rivne, Ucraina, formată din satele Deadkovîci, Jorniv, Maiakî, Olîbiv și Satîiiv (reședința).

## Demografie
Componența lingvistică a comunei Satîiiv
     Ucraineană (98,8%)
     Alte limbi (0,82%)
Conform recensământului din 2001, majoritatea populației comunei Satîiiv era vorbitoare de ucraineană (98,8%), existând în minoritate și vorbitori de alte limbi.